# Metaphileurus nitidicollis
Metaphileurus nitidicollis är en skalbaggsart som beskrevs av Hermann Julius Kolbe 1910. Metaphileurus nitidicollis ingår i släktet Metaphileurus och familjen Dynastidae. Inga underarter finns listade i Catalogue of Life.